# Драгиша Бинић
Драгиша Бинић (Голубовац, 20. октобар 1961) бивши је југословенски и српски фудбалер. Са Црвеном звездом је 1991. године освојио Куп европских шампиона.

## Клупска каријера
Каријеру је почео у Првој петолетки из Трстеника. За крушевачки Напредак је наступао од 1980. до 1983. године, а за Раднички из Ниша од 1983. до 1987. године. У Црвену звезду је стигао 1987. године. Већ у првој сезони окитио се шампионском титулом у пролеће 1988. године, постигавши 13 голова на 27 мечева у првенству (други стрелац тима иза Драгана Стојковића Пиксија, који је постигао 15 погодака). По завршетку те сезоне прешао је у француски Брест где је у шампионату 1988/89 постигао 18 голова на 29 мечева. Након тога обрео се у шпанском фудбалу, где је одиграо сезону 1989/90 за Леванте.
У редовима Црвене звезде поново се обрео 1990. године и тако постао тек други играч, после Драгана Џајића, који се у клуб вратио из иностранства. У историјској сезони 1990/91. покорио је са црвено-белима фудбалску Европу, освојивши Куп европских шампиона и титулу првака Југославије. И те сезоне је имао сјајан учинак. Постигао је 14 голова у првенству на 27 утакмица и још једном био други најефикаснији играч тима, иза Златне копачке Европе Дарка Панчева, који је постигао 34 лигашка поготка. Укупно је у тој сезони био стрелац 20 пута на 42 такмичарска меча.
Одиграо је свих девет утакмица у походу на кров Европе и постигао по гол у мечевима против Грасхоперса (1:1) и Динама из Дрездена (3:0). Посебно је упечатљив био сјајан продор против Бајерна у Минхену, када је асистирао Панчеву код првог гола. Успешно је реализовао други пенал у финалу против Олимпика из Марсеља у Барију. Памте се и његови голови против загребачког Динама и најбржи гол у историји вечитих дербија против Партизана.
По одласку из Звезде 1991. године играо је за Славију из Прага до 1993. године. У биографији има и сезону 1993/94 у Апоелу из Никозије. Каријеру је завршио у Јапану, наступима за Нагоју 1994. и Тосуу 1995. године.

## Репрезентација
За репрезентацију Југославије одиграо три утакмице и постигао један гол. Дебитовао је 12. септембра 1990. у квалификацијама за Европском првенству 1992. против репрезентације Северне Ирске (2:0) у Белфасту, а опростио се 1. маја 1991. против селекције Данске (1:2) у Београду, такође у квалификацијама за првенство Европе.

## Остало
После играчке каријере Драгиша Бинић је радио као спортски директор у фудбалском клубу Обилић и као председник у крушевачком Напретку. Његов син Владан је такође фудбалер и играо је између осталог и у Црвеној звезди.
Драгиша Бинић је, као функционер ФК Обилић, припадао и Странци српског јединства, чији је оснивач и председник био Жељко Ражнатовић Аркан, власник ФК Обилић. Као кандидат ове странке на парламентарним изборима 2000. године, Бинић је постао народни посланик.

### Атентат на Бинића
У ноћи између 16. и 17. маја 2004. Бинић је преживео атентат испред његове куће у београдском насељу Вишњичка бања. Бившем фудбалеру Звезде је, те ноћи, док је паркирао "порше 911", притрчао младић са фантомком на глави и пиштољем у руци. Бинић је, приметивши га, залегао испред аутомобила. Нападач је тада у правцу бившег фудбалског аса испалио неколико хитаца, који су срећом завршили у 'поршеу'. Бинић је тада запуцао ка нападачу који је побегао низ улицу.
Полиција је одмах изашла на увиђај и на основу трагова утврдила да је нападач имао још једног саучесника. Три сата касније, у КБЦ Звездара појавио се младић погођен са два хица у груди. Обавештена је полиција, која је одмах претпоставила да је он нападач који је рањен у ватреном окршају у Вишњичкој бањи. Урађена је анализа крвне групе, а затим и ДНК, којим је потврђено да је Божидар Јовић учествовао у пуцњави. Јовић је касније осуђен на вишегодишњу робију.

## Трофеји
Црвена звезда
- Првенство Југославије (2): 1987/88, 1990/91.
- Куп европских шампиона (1): 1990/91.